# Hodăi-Boian, Cluj
Hodăi-Boian (numită în trecut și Făgădăul Boianului) este un sat în comuna Ceanu Mare din județul Cluj, Transilvania, România.